# Mars Hills
Die Mars Hills sind eine kleine Gruppe abgerundeter Hügel aus auffällig rotem Gestein im ostantarktischen Viktorialand. Sie ragen 4 km nördlich des Mount Davidson in der Convoy Range auf.
Das Gebirge wurde von Teilnehmern einer von 1976 bis 1977 dauernden Kampagne im Rahmen der neuseeländischen Victoria University’s Antarctic Expeditions kartiert und geologisch untersucht. Die Benennung erfolgte in Anlehnung an diejenige der Viking Hills und der Ähnlichkeit der Hügel mit den rötlichen Felsformationen, die auf Aufnahmen der Vikingsonden vom Planeten Mars zwischen Juli und September 1976 zu erkennen sind.